# Botanischer Garten Kerkrade

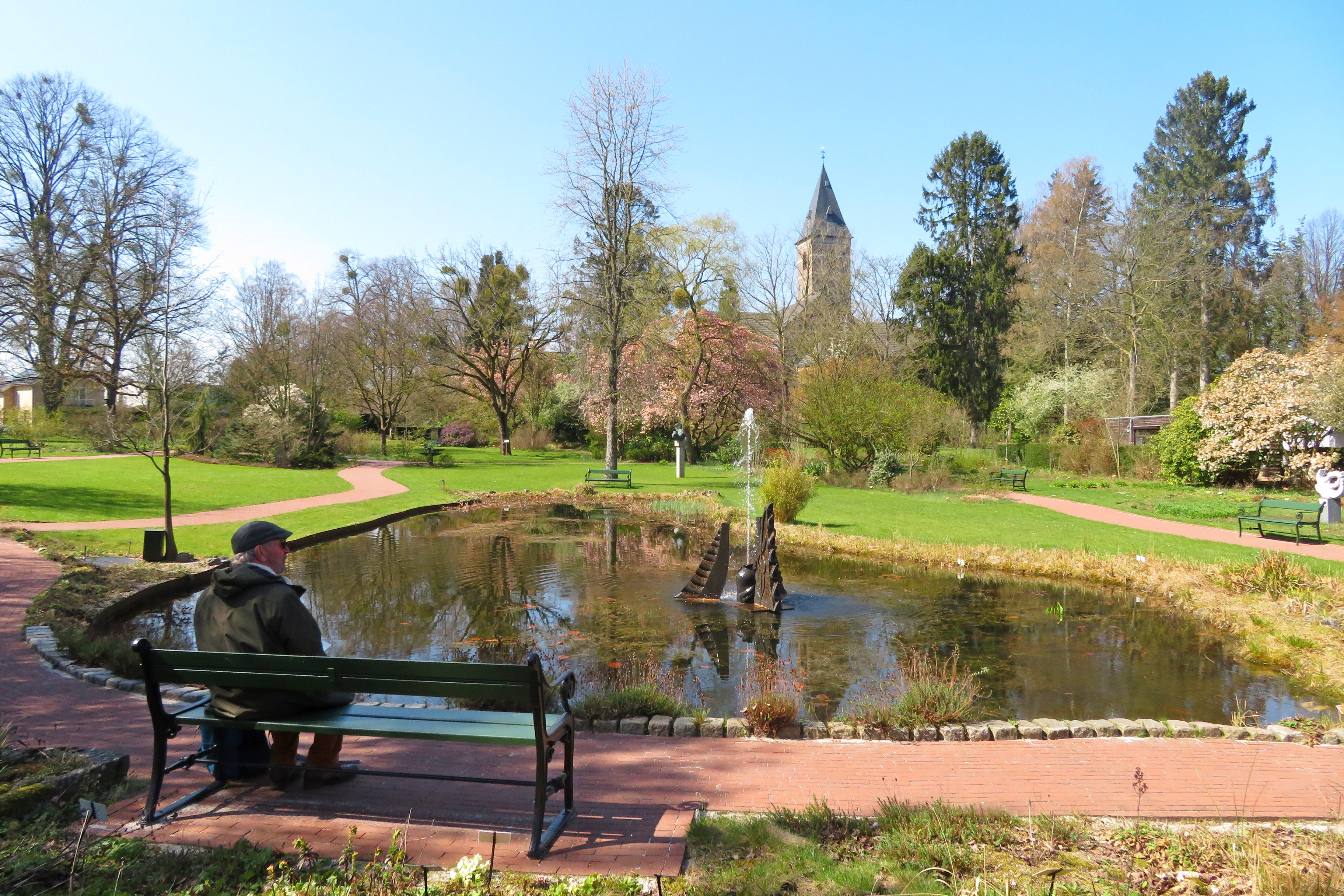
Der Botanische Garten Kerkrade

Der Botanische Garten Kerkrade (niederländisch Botanische Tuin Kerkrade) ist ein botanischer Garten mit einer Größe von 1,5 Hektar in Kerkrade und der einzige botanische Garten in der niederländischen Provinz Limburg. Er wurde 1939 gegründet und liegt im Stadtteil Terwinselen.
Der Botanische Garten ist Mitglied der Nederlandse Vereniging van Botanische Tuinen und der Museumvereniging und steht als Rijksmonument unter Denkmalschutz.

## Beschreibung
Der Botanische Garten ist als Englischer Landschaftsgarten angelegt. Als vorbildliche Anlage für das Werk des Gartenarchitekten John Bergmans besitzt er architekturhistorischen Wert. Zudem hat er im Verbund mit der Onze-Lieve-Vrouw-Onbevlekt-Ontvangenkerk, dem Pfarrhaus von Terwinselen und der nahen Arztwohnung Ensemblecharakter.

## Geschichte

### Bis zur Befreiung
Die Schaffung eines botanischen Gartens in der östlichen Bergbauregion der Niederlande war in den 1930er Jahren ein großer Wunsch der Zuid-Limburgse Tuinbouwvereniging. Das Hauptziel war damals, die Bergleute und ihre Familien stärker über Botanik aufzuklären.
Pastor Hubert Spierts in Terwinselen bot ein zu seiner Gemeinde gehörendes, an die Kirche anschließendes Grundstück an. Der den Staatsminen angegliederte Fonds Sociale Instellingen (FSI) übernahm die Finanzierung. 1938 beauftragte der FSI den Gartenarchitekten John Bergmans mit der Gestaltung des Gartens. Im Jahr 1939 begannen die Arbeiten zur Vorbereitung des Gartens für die Bepflanzung. Der botanische Garten war der erste seiner Art im Süden der Niederlande.
1939 war der Garten nur 0,5 ha. groß. Er bestand aus zwei Teilen, die durch einen Weg (die heutige Koniferenallee) verbunden waren. Der nördliche Teil wurde für die Anpflanzung eines Steingartens vorbereitet, während der südliche Teil eine Landschaftsgestaltung mit einem Teich erhalten sollte. Im Rahmen von Arbeitsbeschaffungsmaßnahmen bereiteten junge Arbeitslose aus Kerkrade den Garten für die Bepflanzung vor. Im Oktober 1939 beendeten sie ihre Ausgrabungsarbeiten und der Garten war bereit, bepflanzt zu werden. Auf Anraten von Bergmans wurde mit der Bepflanzung jedoch bis zum nächsten Frühjahr gewartet. Zu Anfang des Jahres 1940 wurde Jos van Loo als Gartenverwalter ernannt. Im Frühjahr wurde mit der Bepflanzung begonnen, wobei der Steingarten fast fertig war. Nach dem deutschen Einmarsch im Mai 1940 beschloss der FSI, alle Bauarbeiten im Garten einzustellen. Stattdessen bekam Jos van Loo den Auftrag, auf den bepflanzungsfähigen Flächen Kartoffeln und Gartenbaukulturen anzupflanzen. Die Arbeiten zur Sammlung und Pflege des Gartens wurden auch während der Besatzungszeit fortgeführt. Der FSI stellte weiterhin einen jährlichen Betrag von 5.000 Gulden zur Verfügung. Pflanzen wurden mit anderen botanischen Gärten ausgetauscht und Pflanzenetiketten angebracht. Der Garten war für die Öffentlichkeit nicht zugänglich, aber ein Schild am Eingang wies darauf hin, dass sich Interessierte für eine mögliche Besichtigung an den Gartenleiter wenden können. Im Herbst 1943, zur Zeit der Dahlienblüte, öffnet der Garten zum ersten Mal an mehreren Sonntagnachmittagen. Nach der Befreiung wurde der Garten vollständig geöffnet.

### Nach 1945
In den zehn Jahren nach dem Zweiten Weltkrieg wurden dem FSI vom Pfarrgemeinderat mit einiger Regelmäßigkeit kleine Grundstücke in langfristiger Pacht übertragen, bis der Garten um 1956 seine endgültige Größe erreicht. In den Jahren 1951 und 1952 wurde das Empfangsgebäude (das heutige Teehaus) gebaut. Als der Garten schließlich seine Pforten öffnete, zog er rund 40.000 Besucher pro Jahr an. Pastor Spierts übertrug dem Botanischen Garten 1955 weiteres Land, das von van Loo für die wilde Flora vorgesehen wurde.
Ab den späten 1950er Jahren sanken die Besucherzahlen auf etwa 25.000 pro Jahr. Nach der Schließung der Minen 1965, gingen die Besucherzahlen weiter zurück. Jos van Loo ging kurz darauf in den Ruhestand. Sieben Jahre lang suchte der FSI nach einem Nachfolger. 1973 wurde der Garten an die Gemeinde Kerkrade übertragen und 1974 die Stiftung Botanischer Garten Kerkrade gegründet. Mit Gijs van Beek war ein Gartenverwalter gefunden. Nach seiner Pensionierung im Jahr 1980 wurde Berend Dijkema sein Nachfolger. Dessen Kenntnisse über Sukkulenten führten in den 1980er Jahren zum Bau eines Gewächshauses. Ende der 1980er Jahre wurde mit dem Aufbau der Madagaskar-Pflanzensammlung begonnen. In den 1990er Jahren wurde das Teehaus um ein Klassenzimmer für Natur- und Umwelterziehung erweitert.
2001 wurde der Botanische Garten zum Rijksmonument erklärt.